# Збирка икона Секулић
Збирка икона Секулић је музеј у Београду. Део је Музеја града Београда.
Поставку чини легат архитекте и предузимача Милана Секулића и његове супруге Паве, који су неколико деценија сакупљали иконе и друге уметнине. У колекцији је 165 икона.
Колекцију чине источноримске, српске, грчке и руске иконе из различитих периода, као и слике, археолошки предмети, старе књиге и стилски намештај.
Сликари чија дела су изложена су: Арса Теодоровић, Павел Ђурковић, Јован Клајић, Стеван Алексић, Франц Антон Маулберч, Јоваан Бијелић, Игњат Јоба, Марко Челебоновић и дела непознатих аутора.

## Галерија
- Стилски намештај
- Слика Стевана Алексића
- Портрети грађана из 19. столећа
- Иконе
- Руска соба
- Слике Игњата Јоба
- Икона Богородице
- Иконе